# Do Gyeong-dong
Do Gyeong-dong (født 19 august 1999) er en sydkoreansk fægter, der specialiserer sig i sabel.
Han repræsenterede Sydkorea ved sommer-OL 2024 i Paris, hvor han vandt guld i holdkonkurrencen.